# محمد علوي باشا
محمد علوي باشا (1847 - 26 أكتوبر 1918) هو طبيب مصري ورائد من روائد طب الرمد ومؤسس جامعة القاهرة.

## حياته ونشأته
ولد دكتور محمد علوي بالقاهرة في عام 1847، التحق بمدرسة طب القصر العيني، وتخرج فيها سنة 1875، سافر إلى فرنسا لاستكمال دراساته في طب العيون، وبرع في الدراسة وتفوق فيها، كتب عدة أبحاث في طب العيون، منها بحث عن أنسجة الملتحمة في القرنية عن الحيوانات الفقارية، ونظرًا للنتائج المبهرة في أبحاثه، منحته فرنسا ميدالية مونبلييه، وعين رئيسًا لعيادة أمراض العيون بجامعة مونبلييه، وعاد ثانية إلى مصر.

## مسيرته
- بعد عودة علوي إلى مصر أصبح مدرسًا لأمراض العيون بمدرسة طب قصر العيني عام 1863.
- أصبح طبيب العيون للأسرة الخديوية نظرًا لبراعته الشديدة.
- كان أحد أعضاء الجمعية التشريعية ومجلس المعارف الأعلى.
- عضو مجلس شورى القوانين .
- عضو مجلس ادارة الليسيه الفرنسوية .
- مؤسس وسكرتير جمعية تحسين حالة العميان.
- عضو شرف جمعية تحسين حالة العميان الدولية وعددهم 12 عضو منهم ملك هولندا وغيره من اكابر اوروبا وعلمائها.
- ترأس قسم الرمد في المؤتمر المصري الأول للطب سنة 1902.
- عين مراقبًا عامًا للجامعة المصرية (جامعة القاهرة) عام 1914.
- رائد طب الرمد في مصر، قد كان الرمد يعالج شعبيا وقد أطاح ذلك العلاج الشعبي بالكثير من العيون.
- طلب العلم في مصر وفرنسا وكان من أعمدة مؤتمر مصر الطبي الأول عام 1902.

### دوره في تأسيس الجامعة الأهلية (جامعة القاهرة):
كانت الجامعة تنفق على الإيجار وحده 350 جنيه، ةكان مبلغا ضخما وقتها، وبالرغم من ذلك كانت تلك الدار لا تسع كل أعمال الجامعة ولا تصلح لأن تكون مقرًا ثابتًا لها، بل وكان صاحب الدار واسمه “جناكليس” يريد بيعها، وفي 20 مايو 1908، صدقت الجمعية العمومية للمكتتبين على قانون الجامعة، وفي 24 مايو اختيار أول مجلس إدارة للجامعة بمعرفة اللجنة التحضيرية، وقد كان الدكتور محمد علوي باشا ضمن أعضاء هذا المجلس، وأقنععلوي باشا الأميرة فاطمة ابنة الخديوي إسماعيل بالتبرع بالمال والأرض لبناء الجامعة المصرية، فأوقفت 6 أفدنة لبناء دار جديدة للجامعة، وخصصت ريع 661 فدانا من أجود الأراضى الزراعية بمديرية الدقهلية للجامعة، وكان ذلك يدر 4000 جنيه سنويًا، وقد تحملت الأميرة فاطمة إسماعيل كافة نفقات حفل وضع حجر الأساس، وخاصة أن الخديو عباس حلمي الثاني كان قد أعلن أنه سيحضر حفل الافتتاح هو والأمير أحمد فؤاد. وقد أُقيم الاحتفال بوضع حجر الأساس الجامعة يوم الاثنين 31 مارس سنة 1914، وقد عرف علوي باشا واشتهر فى العالم العلمى فى اوروبا وامريكا وذاع صيته بين العلماء والاطباء.

## مؤلفاته
له العديد من المؤلفات، منها المؤتمر الطبي المصري.